# Melittomma pervagum
Melittomma pervagum är en skalbaggsart som först beskrevs av Arthur Sidney Olliff 1889.  Melittomma pervagum ingår i släktet Melittomma och familjen varvsflugor. Inga underarter finns listade i Catalogue of Life.